# Familia (serie de televisión)
Familia: Manual de supervivencia es una serie de televisión de comedia familiar, producida por DLO y Kubelik Producciones y emitida en Telecinco desde el 8 de enero de 2013 y hasta el 6 de marzo de 2013. Narra la historia de convivencia en torno a la familia Oquendo, articuladas por los dramas, miedos y alegrías que viven los miembros de una peculiar familia.

## Historia
En agosto de 2012, Telecinco paralizó la grabación de la serie, al parecer, porque el grupo de comunicación no estuvo del todo conforme con el resultado obtenido tras ver los tres primeros episodios, por lo que decidió incluir algunas modificaciones entre otras, como el de sustituir a su director por otro. Sin embargo, el 17 de septiembre del mismo año, el portal de información sobre televisión Vanitatis publicó que la productora había reanudado las grabaciones de la ficción. Tras varios meses sin saber nada sobre la ficción al respecto, el 10 de diciembre del mismo año, varios portales dieron a conocer los últimos fichajes de la comedia de Telecinco, apuntando a Diego Martín y Chiqui Fernández como los últimos actores en cerrar el elenco de personajes de Familia.
En diciembre de 2012 varios portales de televisión informaron que el lanzamiento de la serie se produciría de cara al nuevo año, es decir, en enero de 2013. y efectivamente se estrenó el 8 de enero de 2013.
El 9 de septiembre de 2013, la productora de la serie (DLO Producciones) confirmó a través de Vanitatis que la serie no iba a regresar a la parrilla de Telecinco debido a que los nuevos guiones de la segunda temporada no convencieron a la cadena de Mediaset España.

## Argumento
Narra la historia de convivencia en torno a la familia Oquendo, articuladas por los dramas, miedos y alegrías que viven los miembros de una peculiar familia. A diferencia de otras ficciones, el protagonismo de esta comedia recae en una de las hijas.
La primera temporada comienza con la boda de Natalia, la hija pequeña del clan Oquendo. A partir de este evento nupcial se da comienzo al conocimiento de cada uno de los miembros de la familia, los cuales no pueden vivir sin Carlota, una mujer de treinta años inmersa en sus proyectos con intención de cambiar de trabajo y comenzar una nueva etapa en otro lugar, sin embargo, sus allegados no se lo intentaran poner fácil debido a que no quieren dejarla escapar. Manolo, su padre, será el primero en recurrir a ella. Exfutbolista de profesión y ahora representante de jugadores, recibirá una sorpresa en forma de diagnóstico médico que supondrá un punto de inflexión en su egocéntrica existencia. Por otro lado Malena, su hermana mayor,  que con las opiniones que la hacen dudar, le llevan a consultar muy menudo a su hermana. Y Natalia, la pequeña de la familia, que en su despedida de soltera comete un error y también decidirá contárselo a Carlota. En definitiva, todos los miembros de la familia «sin excepción» acudirán a la mediana de los Oquendo en busca de consejo y ayuda.

## Equipo técnico

### Producción
La serie está producida íntegramente por DLO y Kubelik Producciones, bajo la dirección de Víctor García León, los guiones de parte del equipo de Cuéntame cómo pasó, entre ellos Alberto Macías y Curro Royo, y cuyo productor es José Manuel Lorenzo, miembro de la compañía DLO Producciones. También destacar a su creador, siendo Alberto Macías, quien ya había trabajado para otras series como la citada Cuéntame (emitida en La 1 de Televisión Española) desempeñando su labor de guionista.

### Actores
La ficción que Telecinco produce en colaboración con DLO y Kubelik Producciones, cuenta con un reparto de actores integrado por Juana Acosta, Alexandra Jiménez y Nausicaa Bonnin que intentan dar vida a tres hermanas, Malena, Carlota y Natalia respectivamente. Por otro lado, Santiago Ramos interpreta a Manolo Oquendo, el cabeza de familia, exfutbolista profesional y representante de jugadores que, tras un reciente problema de salud, decide cambiar su actitud con su mujer y sus hijas para intentar enmendar errores del pasado. Completan el reparto Mabel Rivera como María Elena, la mujer de Manolo; Álex Batllori que interpreta a Jacobo, el hijo adolescente de Carlota; Pepe Lorente y Diego Martín como Daniel y Miguel, marido de Natalia y Malena, respectivamente; Miguel de Miguel, que da vida a Pedro, médico y amigo de Carlota; Elena Tarrats en el papel de Lidia, vecina y amiga de Jacobo; Chiqui Fernández que interpreta a Palmira, compañera de trabajo de Carlota y Sabrina Xuelyng como Xuan, hija adoptiva de Malena y Miguel.

## Reparto
- Manuel «Manolo» Oquendo está interpretado por Santiago Ramos: es el cabeza de familia. Retirado como futbolista profesional, actualmente trabaja representando a los jugadores del Atlético de Madrid. Siempre ha sido egoísta y pendenciero, dándose prioridad a sí mismo. Tras serle detectada una enfermedad, intentará cambiar la actitud con su familia para enmendar los errores que tuvo en el pasado.[23]
- María Elena Oquendo está interpretada por Mabel Rivera: es la matriarca de la familia Oquendo, exmodelo y actriz condicionada por un marido ausente, el cuidado de sus tres hijas y la educación de su nieto Jacobo, una circunstancia imprevista que le ha aportado una dosis extra de ilusión. A pesar de que en algunos momentos puede parecer vanidosa y egocéntrica, la señora es una mujer romántica y soñadora.[23]
- Magdalena «Malena» Oquendo está interpretada por Juana Acosta: es la mayor de las hermanas Oquendo.[19] Es guapa, elegante y escritora de éxito. Está casada con Miguel y tiene adoptada a una niña vietnamita llamada Xuan con quien no tiene buena relación. Parece que lo tiene todo para ser feliz y, sin embargo, su carácter ácido y altivo le lleva a protagonizar numerosos desencuentros en la familia. Es una mujer insegura y muy controladora, además se preocupa constantemente por su imagen y por la opinión de los demás.[23]
- Carlota Oquendo está interpretada por Alexandra Jiménez: es la hija media de la familia y se considera una mujer fuerte e independiente.[19] Es madre de un hijo llamado Jacobo, que lo tuvo cuando fue una adolescente de 16 años y su vida gira en torno a él. De profesión es abogada, pero mientras se gana la vida como secretaria. Dentro del ámbito familiar, trata de hacer de psicóloga, confidente y cómplice y sobre todo, deja su hombro para que lloren sus penas pero también un blanco perfecto con el que pagar sus frustraciones.[23]
- Natalia Oquendo está interpretada por Nausicaa Bonnín: es la pequeña de las tres hermanas.[23] Es una joven impulsiva, noble y soñadora, capaz de vivir el momento con total intensidad. Es de carácter apasionado pero a la vez inocente. Está casada con Dani y admira a su marido, pero vive con la inseguridad de si acertó casándose con él.[19] Ante sus ciertas inseguridades, va en busca de su hermana Carlota y se refugia en ella intentando buscar el consuelo, aunque siempre acaba a lágrima viva.
- Miguel está interpretado por Diego Martín: casado con Malena Oquendo, la mayor de las hermanas, y arquitecto de profesión, ha pasado de pertenecer de la clase media a un punto más pretencioso. Es un hombre con carácter que trata de entender las locuras de su mujer y su familia.[23] De vez en cuando se altera y huye refugiándose en casa de su cuñada Carlota, con la quien mantiene una relación especial, fruto de un antiguo romance.
- Daniel Martín Rodríguez está interpretado por Pepe Lorente: es el marido recién casado de Natalia del que está profundamente enamorado. Actualmente se encuentra en paro y ha sido desahuciado de su casa por lo que ahora vive con la familia de su mujer. Es un hombre idealista que defiende con uñas y dientes lo que considera justo y le encanta ser solidario y comprometido con la sociedad. Adora la inconsciencia de Natalia y está convencido de que ambos están hechos el uno para el otro. A pesar de las dificultades por la que está pasando el matrimonio, siempre encuentra un lado positivo de afrontar las complicaciones.[23]
- Jacobo Oquendo está interpretado por Álex Batllori: es el hijo adolescente de Carlota.[23] Es el clásico guaperas que juega al fútbol en un equipo juvenil del barrio y al que le gusta salir de fiesta y experimentar cosas nuevas, pero a la vez es tímido y poco responsable. Es un muchacho que suele meterse en líos, sin embargo, estos suelen estar incitados por su mejor amigo y por su propia abuela.
- Pedro Aparicio está interpretado por Miguel de Miguel: es el médico de Manolo, el patriarca de la familia Oquendo.[23] Pedro tratará de conseguir que su paciente pase por el quirófano, sin embargo, éste no lo consigue y entra en contacto con su familia quedándose prendado de Carlota. En cuanto la conoce se da cuenta de que está ante una mujer muy especial y decide conquistarla, aunque la joven no se lo pondrá nada fácil.
- Lidia está interpretada por Elena Tarrats: es una joven mujer atractiva, consciente de su belleza y el efecto que produce en los hombres. Es vecina de la familia Oquendo y amiga de Jacobo con quien mantiene una relación especial un año mayor que él. Desde el primer momento se siente atraída por su vecino, aunque ella prefiere salir con hombres más maduros. Sin embargo, la complicidad que mantiene poco a poco con el joven y el apoyo que le brinda en los momentos difíciles, hace que ambos den un salto en la relación.[23]
- Palmira está interpretada por Chiqui Fernández: es la compañera de trabajo de Carlota, una mujer divertida, descarada y poco reflexiva. Le gusta proponer citas a ciegas a su amiga de trabajo y encontrarle pareja si es necesario. Felizmente divorciada de su marido, ahora una vez superada la separación, llega a la conclusión de que sus ocho años de matrimonio fueron un auténtico agujero sin salida. Desde entonces pretende vivir intensamente la vida y no la gustaría dejar escapar ninguna oportunidad.[23]
- Xuan está interpretada por Sabrina Xuelyng: es una niña vietnamita adoptada recientemente por Malena y Miguel.[23] Su proceso de adaptación no está resultando del todo bien, hasta el punto de que su madre adoptiva se ha llegado a cuestionar si todo el esfuerzo que han realizado en ella ha merecido la pena. A pesar de la nula relación que tiene con su madre, la criatura sí ha logrado desarrollar una relación especial con su padre y su abuelo.

## Episodios y audiencias
| Temporada | Episodios | Estreno            | Final              | Audiencia media   |
| --------- | --------- | ------------------ | ------------------ | ----------------- |
| 1         | 8         | 8 de enero de 2013 | 6 de marzo de 2013 | 2 326 000 (12,5%) |

| Capítulo    | Título original                | Fecha de emisión      | Director (es)                       | Audiencia         |
| ----------- | ------------------------------ | --------------------- | ----------------------------------- | ----------------- |
| Temporada 1 |                                |                       |                                     |                   |
| 1           | «Carlota y sus circunstancias» | 8 de enero de 2013    | Víctor García León José Ramos Paino | 3 129 000 (16,1%) |
| 2           | «La leyenda del fugitivo»      | 15 de enero de 2013   | José Ramos Paino Max Lemcke         | 2 629 000 (14,1%) |
| 3           | «Operación Mar de Plata»       | 22 de enero de 2013   | José Ramos Paino Max Lemcke         | 2 228 000 (11,3%) |
| 4           | «Un hombre nuevo»              | 30 de enero de 2013   | José Ramos Paino                    | 2 157 000 (12,2%) |
| 5           | «Familia no hay más que una»   | 6 de febrero de 2013  | José Ramos Paino                    | 2 118 000 (11,5%) |
| 6           | «Planes del futuro»            | 20 de febrero de 2013 | Ignacio Mercero                     | 1 694 000 (9,6%)  |
| 7           | «Cuestión de confianza»        | 6 de marzo de 2013    | Ignacio Mercero José Ramos Paino    | 1 508 000 (10,3%) |
| 8           | «Un pez llamado Futre»         | 6 de marzo de 2013    | Ignacio Mercero Max Lemcke          | 1 508 000 (10,3%) |

## Premios
Durante la gala, el Sindicato de Guionistas ALMA distinguirá a «Familia» como el mejor guion de una ficción española estrenada durante el último año, a juicio de sus afiliados. La serie, producida por DLO y Kubelik Producciones y emitida en Telecinco, es una comedia familiar que narra la historia de convivencia en torno a la familia Oquendo, con tramas articuladas por los dramas, miedos y alegrías que viven los miembros de este singular clan.